# Бусога

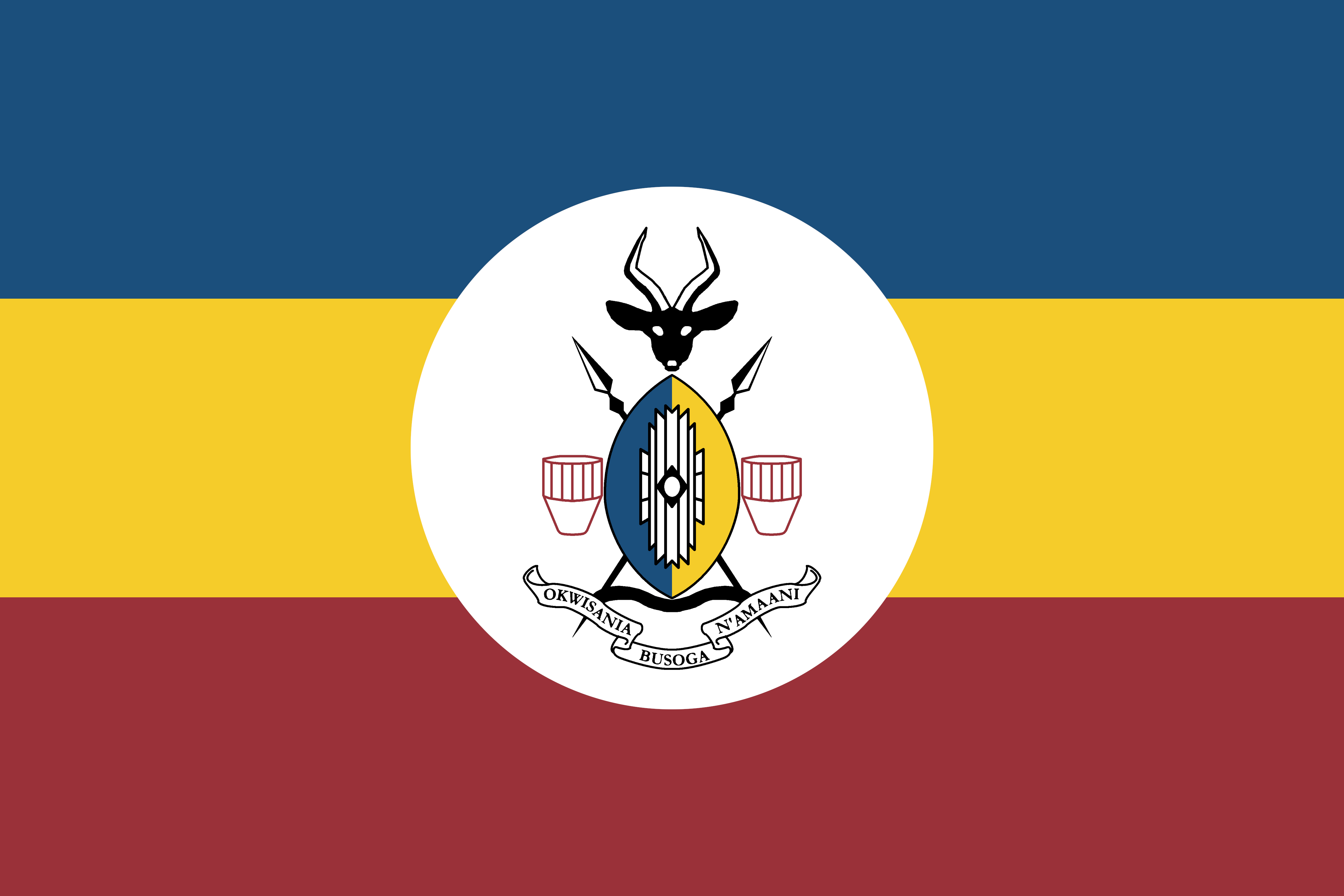

Бусога — конфедерация 13 племенных государств народности Сога на территории современной Уганды, образованная в 1906 под протекторатом Британии. В 1967 была упразднена с установлением республики. В 1993 восстановлена.
В настоящее время пять королевств Уганды (Буганда, Торо, Буньоро, Бусога, Рвензуруру) представляют собой параллельную административную систему, распространяющуюся на южные и центральные территории Уганды, населённые народами банту. Королевства имеют права культурных автономий. Королевство Бусога является одним из двух крупнейших традиционных королевств сегодняшней Уганды. Это культурный институт, способствующий единению народов Бусоги через культурные и развивающие программы по улучшению условий жизни населения Бусоги.